# École des commissaires de l'air
 (décembre 2024).
Si vous disposez d'ouvrages ou d'articles de référence ou si vous connaissez des sites web de qualité traitant du thème abordé ici, merci de compléter l'article en donnant les références utiles à sa vérifiabilité et en les liant à la section « Notes et références ».
Pour les articles homonymes, voir ECA.
L’École des commissaires de l'air (ECA), située à Salon-de-Provence, était une école militaire de formation des commissaires de l'air, un corps de direction et d'encadrement des armées françaises dans les domaines de l'administration générale et des finances. Créée en 1953, elle a été dissoute en 2013 et ses compétences transférées à l'école des commissaires des armées.
Elle faisait partie du Groupement des écoles d'administration de l'armée de l'air, un organisme dépendant de la direction des ressources humaines de l'armée de l'air (DRH-AA) et de la direction centrale du service du commissariat des armées (DC-SCA). Créé à l'été 2006 et implanté sur le site des Écoles d'officiers de l'armée de l'air, il était constitué de l'École des commissaires de l'air et de l'École de gestion et d'administration de l'armée de l'air.

## Historique
Créée par décret du 23 avril 1953, l'École du commissariat de l'air assure la formation militaire des commissaires dans une brigade spécifique de l'École de l'air de Salon-de-Provence et la formation professionnelle au sein de l'Institut d'études politiques  ou de l'École des arts et métiers d'Aix-en-Provence. La première année de scolarité est effectuée à Salon-de-Provence tandis que la deuxième année se déroule à Aix-en-Provence. À partir de 1961, les commissaires suivent leur formation militaire au sein des autres brigades de l'École. En 1972, l'ensemble de la scolarité est effectuée à Salon-de-Provence. L'ECA s'installe dans ses locaux actuels en 1976. L'année suivante, le concours est ouvert aux femmes. Le concours externe devient unique en 1984 (avec les commissaires de l'armée de terre nouvellement créés) et dix ans plus tard, débutent des formations communes aux trois écoles du commissariat. Le Groupement des écoles d'administration de l'armée de l'air est créé en 2006. Avec la création du service de l'administration générale et des finances de l'armée de l'air (SAGF) le 1er janvier 2008 et la disparition concomitante du service du commissariat de l'air, l'École du commissariat de l'air devient l'École des commissaires de l'air. En janvier 2007, une formation initiale commune (FIC), d'une durée de huit semaines, permet un rapprochement des commissaires des trois armées.